# ジモーネ・ペーター
ジモーネ・マリア・ペーター（ドイツ語: Simone Maria Peter 、1965年12月3日 - ）は、ドイツの政治家。2013年から2018年まで同盟90/緑の党党首を務めた。

## 経歴

### 生い立ち
ザールラント州ザールルイ郡ディリンゲン市で幼少期を過ごし、1985年にアビトゥーアを取得。1993年にザールラント大学で生物学修士号取得した。1994年から2000年まで同大学で微生物学の教鞭を執り、モーゼル・ザールの汚染防止国際委員会の委託による『モーゼル・ザールの酸素の耐久と微生物の活動』のプロジェクトリーダーを務める。同大学の微生物研究所に在籍し、2000年に『モーゼル・ザールの酸素耐久でのヘテロ接合体プランクトンバクテリアと独立栄養浮遊生物の硝化作用の役割』（ドイツ語： "Die Rolle des heterotrophen Bakterioplanktons und der planktischen Nitrifikation im Sauerstoffhaushalt von Saar und Mosel"）で、自然科学博士号を取得。
2001年から2004年まではボンにある登録社団法人 再生可能エネルギーに関する欧州連合(EUROSOLAR e.V.)で、科学部員を務めつつ冊子『太陽光の刻 - 再生可能エネルギーに関する政治と経済』（ドイツ語："Solarzeitalter - Politik u. Ökonomie Erneuerbarer Energien"）の編集長を兼任。2004年から2009年までベルリンの登録法人 再生可能エネルギーエージェント（Die Agentur für Erneuerbare Energien e.V. ）の事務局長とプロジェクトマネージャーを務めた。

### 政治活動
若くして、国境付近のカットノン原子力発電所建設反対運動に参加し、国境を越えた脱原発の訴えと、炭素と原子力に代わる再生可能エネルギーへの志向を、中心的な政治課題としていった。北大西洋条約機構の二重決定への平和的な観点からの抗議や女性の立場から捉えた80年代の社会における男女平等問題等に対する姿勢が同盟90/緑の党への入党へと導いた。
1996年にザールの同盟90/緑の党へ入党、2003年には同党のエネルギーに関する共同作業部会の報道官に就任、2009年から2012年の間、ザールラント州の環境・エネルギー・交通相を務めた。
2012年1月26日に同州の連立政権は解散し、同年3月25日に行われた繰り上げ選挙で. 同盟90/緑の党は同州で下野し、ペーターは議員団団長を務めていたが、2013年9月26日に同盟90/緑の党の代表選立候補を表明し、2013年10月19日の党選挙で75,9％を獲得し、 オズデミルと共に党首に選出された。選出後、ペーターは州議員を辞職し、同州の元文部大臣クラウス・ケスラーにその座を譲った。
2018年1月8日には次の党首選には立候補しないことを表明し、1月27日には次期党首（アンナレーナ・ベアボックとロベルト・ハーベック）が選出されたためペーターは党首を退任した

## 発言
ドイツがイラクのクルド人に武器供与する際に当って、「紛争地域への武器供与に便宜を図ってはならない。この考え方は変わらない」と述べているが、同党のオズデミル共同代表はこの武器供与を正当であると評価している
。